# Junmin (IV. dinasztia)
Junmin ókori egyiptomi vezír volt a IV. dinasztia idején. Címei, valamint sírja elhelyezkedése alapján valószínűleg Hafré fáraó fia volt, anyja neve nem ismert. Feltehetőleg a dinasztia végén, testvére, Menkauré uralkodása alatt szolgált vezírként.

## Sírja

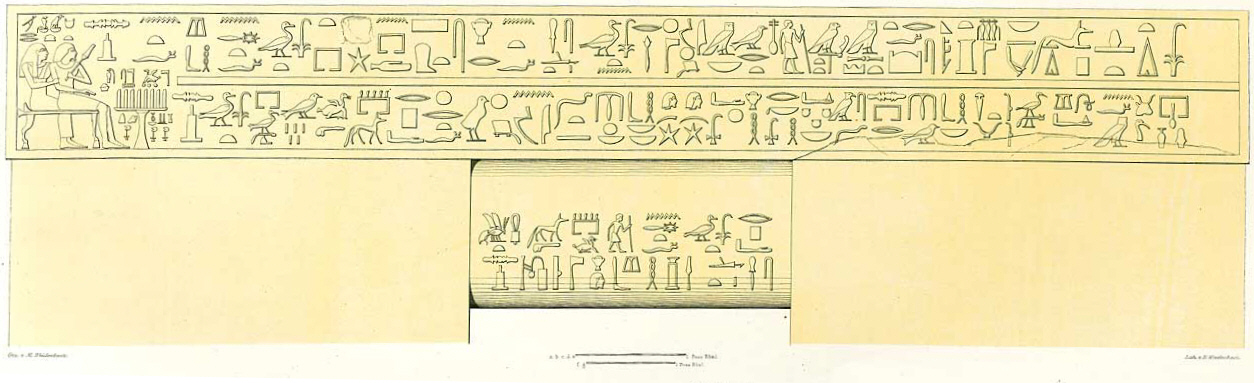
A sír ajtókerete és architrávja (Lepsius)

Sírja a gízai nekropoliszban található, G 8080 (= LG 92) néven ismert. Méreteivel kiemelkedik a környező korabeli sírok közül. A sírban említik Junmin felesége, Hamerernebti nevét is. A sírbejárat ajtófélfáján áldozati szövegek, valamint Junmin neve és címei olvashatóak. A sírt a nyugati sziklákban vájták ki, a kápolnát és a homlokzatot mészkőből építették. Az előcsarnokból jobbra kis előkamra nyílik, benne két, felirat nélküli álajtó. Ezek előtt látható két temetkezési akna 1547 és 1632).
Az előcsarnokból továbbhaladva a külső kápolna bejáratához érünk. Ettől balra egy folyosó egy szerdábhoz vezet, amelyben faszobrok állhattak, mert szétkorhadt fa maradványait találták benne. A padlóban újabb akna (1551). A külső kápolnából ajtó vezet a belsőbe. Ennek két oszlopa van. Balra újabb kamra nyílik, aknával (1550), jobbra helyiség, benne áldozati asztallal. Az oszlopok mögött újabb kis kamra, két további aknával (1549 és 1687). Az oszlopos helyiségben Junmint és Hamerernebtit áldozati asztal előtt ábrázolják. Junmin címei itt: „az örökös herceg, főbíró és vezír, az ötök legnagyobbja Thot templomában, a király fia, Junmin.”

### Az aknák
- 1547 – Az aknából sírkamra nyílik, benne fehér mészkőből készült szarkofág, amely üres volt.
- 1632 – Az aknából sírkamra nyílik. A padlóba mélyedést vájtak, melyet szarkofágfedélként szolgáló mészkőtáblával fedtek le. Üres volt.
- 1550 – Az aknából sírkamra nyílik. A padlóba mélyedést vájtak. A kamra padlóján bomlásnak indult csontok hevertek.
- 1551 – Az aknából egyszerű, sziklába vájt kamra nyílik. Semmit nem találtak itt.
- 1549 – Az aknából sírkamra nyílik, semmit nem találtak itt.
- 1687 – Az aknából egyszerű, sziklába vájt kamra nyílik. A kamrában emberi csontokat találtak.[3]

## Fordítás
- Ez a szócikk részben vagy egészben  az   Iunmin I című angol Wikipédia-szócikk ezen változatának fordításán alapul.  Az eredeti cikk szerkesztőit annak laptörténete sorolja fel. Ez a jelzés csupán a megfogalmazás eredetét és a szerzői jogokat jelzi, nem szolgál a cikkben szereplő információk forrásmegjelöléseként.